# مايك كيلي (كاتب سيناريو)
مايك كيلي (بالإنجليزية: Mike Kelley)‏ هو كاتب سيناريو أمريكي، ولد في 1967 في شيكاغو في الولايات المتحدة.

## وصلات خارجية
- مايك كيلي على موقع IMDb (الإنجليزية)
- مايك كيلي على موقع ألو سيني (الفرنسية)
- مايك كيلي على موقع قاعدة بيانات الفيلم (الإنجليزية)
- مايك كيلي على موقع كينوبويسك (الروسية)